# Garda-tó
A Garda-tó (olaszul: Lago di Garda, lombardul: Lach de Garda, velenceiül: Łago de Garda) Olaszország legnagyobb tava, a Sarca–Garda–Mincio vízrendszer része. A tó az utolsó jégkorszakban képződött. Köszönhetően elhelyezkedésének, a mediterrán flórának és a kellemes klímának, a Garda-tó az egyik legnépszerűbb úti cél Észak-Olaszországban.

## Fekvése
Az Alpok és a Pó-síkság között, illetve Trentino-Alto Adige, Lombardia és Veneto régiók határán fekszik. Déli partja a Verona és Brescia közötti útvonaltól kissé északra található, az E70-es (A4) autópálya mentén. Közvetlenül a tó déli partján fut az SR11-es út.
A tó Észak-Olaszország legnagyobb összefüggő természetes vízfolyásának, a Sarca–Garda–Mincio folyó- és tórendszernek része. A tavat tápláló legfontosabb folyó a Sarca, mely az Adamello–Presanella hegységben ered, és 78 km megtétele után a tó északi csücskében, Nago–Torbole városnál torkollik a tóba. Maga a Garda-tó 41 km hosszú vízáramlási nyomvonalhosszúságot képvisel. A tó déli végében, Peschiera del Garda városánál a Mincio folyó lép ki a tóból, amely 75 km-es út után Governolo városánál a Pó folyóba ömlik. Mindkét folyó erősen szabályozva van, vizüknek nagy részét vízerőművek táplálására részét tereik el. A tó szintjének ingadozását zsilip és alagútrendszerrel szabályozzák. 
A Garda-tó és a Mincio folyó a régió történelmének háborúiban természetes vízi akadályt képezett. Az Osztrák Császárság az 1815-ös bécsi kongresszus határozata értelmében megszerezte Lombardiát és a Velencei Köztársaság területét (a későbbi Venetót). Ezek védelmére Ausztria kiépítette a Garda-tóra és a Mincio folyóra támaszkodó Erődnégyszöget. A 19. századi itáliai egységmozgalom elleni háborúkat Ausztria erre támaszkodva vívta meg. Az Olasz Királyság 1866-ban szerezte meg.

## Települések

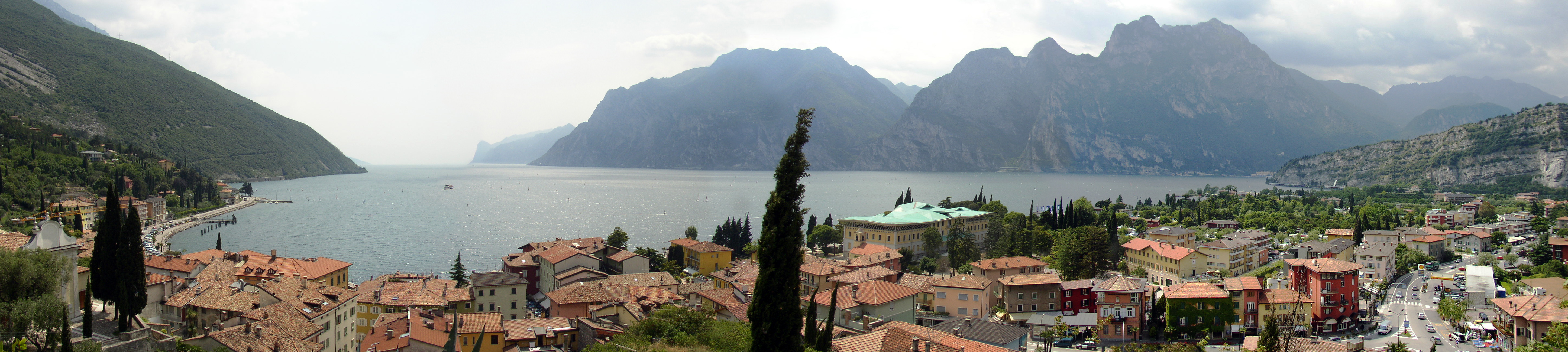
Torbole, panoráma

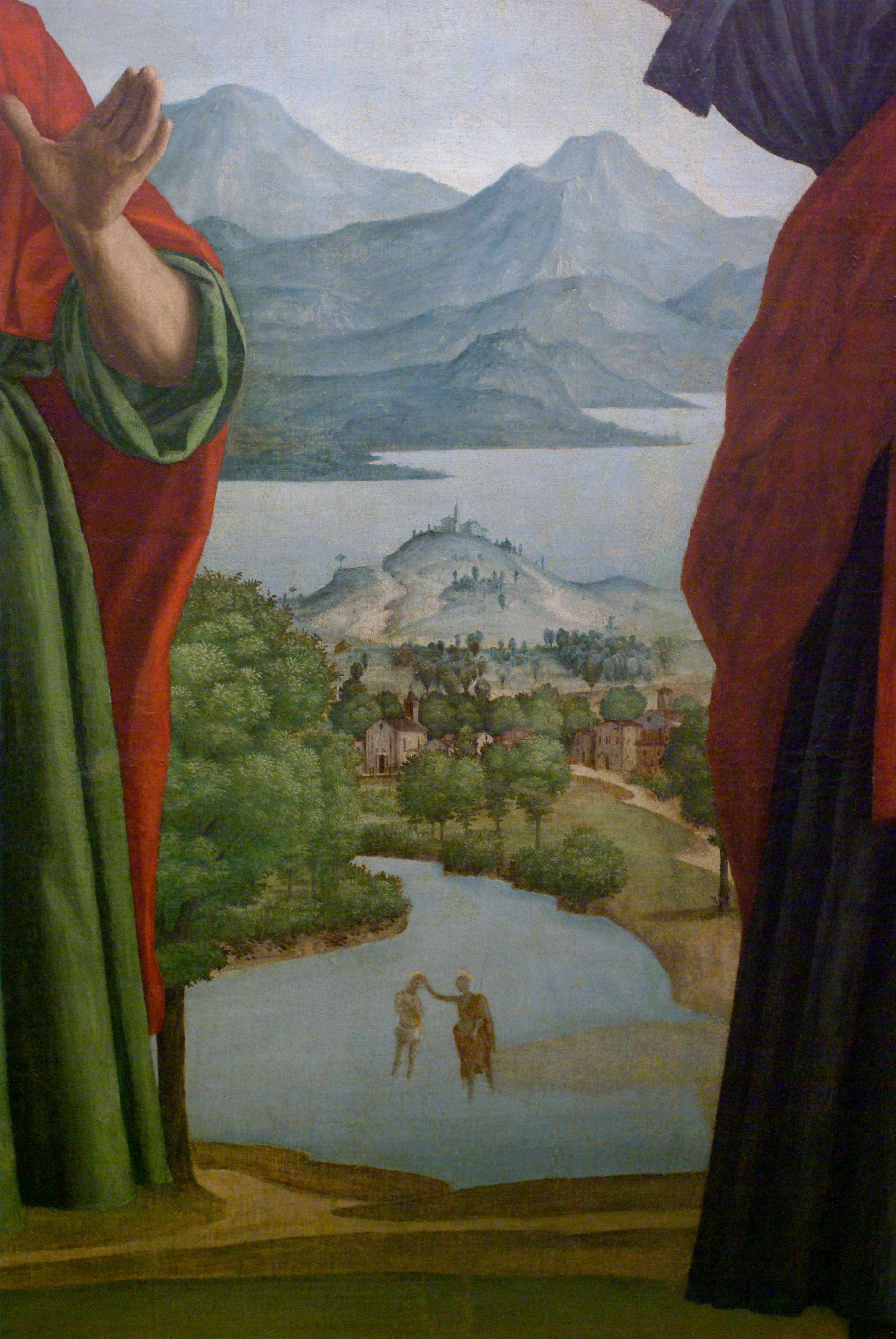
Kilátás a tó déli részére Peschiera del Garda közelében. Girolamo dei Libri festménye 1533-ból.

| Trentino-Alto Adige                    | Veneto | Lombardia |
| Trento megye (nyugat-kelet)            | Verona megye (észak-dél)                                                                                             | Brescia megye (dél-észak) |
| -------------------------------------- | --- | --- |
| - Riva del Garda - Arco - Nago–Torbole | - Malcesine - Brenzone - Torri del Benaco - Garda - Bardolino - Lazise - Castelnuovo del Garda - Peschiera del Garda | - Sirmione - Desenzano del Garda - Lonato del Garda - Padenghe sul Garda - Moniga del Garda - Manerba del Garda - San Felice del Benaco - Salò - Gardone Riviera - Toscolano-Maderno - Gargnano - Tignale - Tremosine - Limone sul Garda |

## Galéria

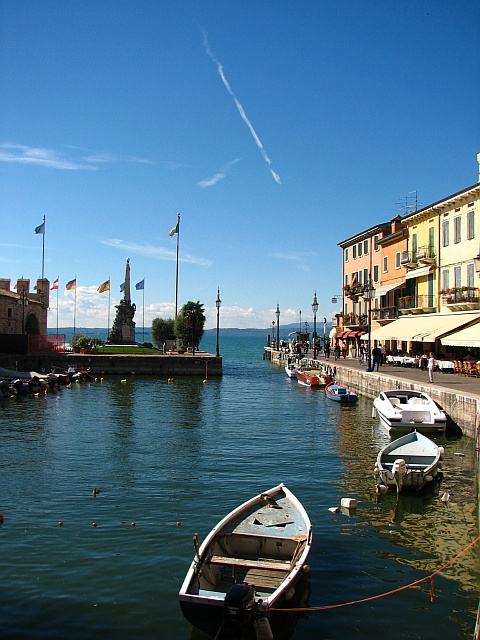
Lazise
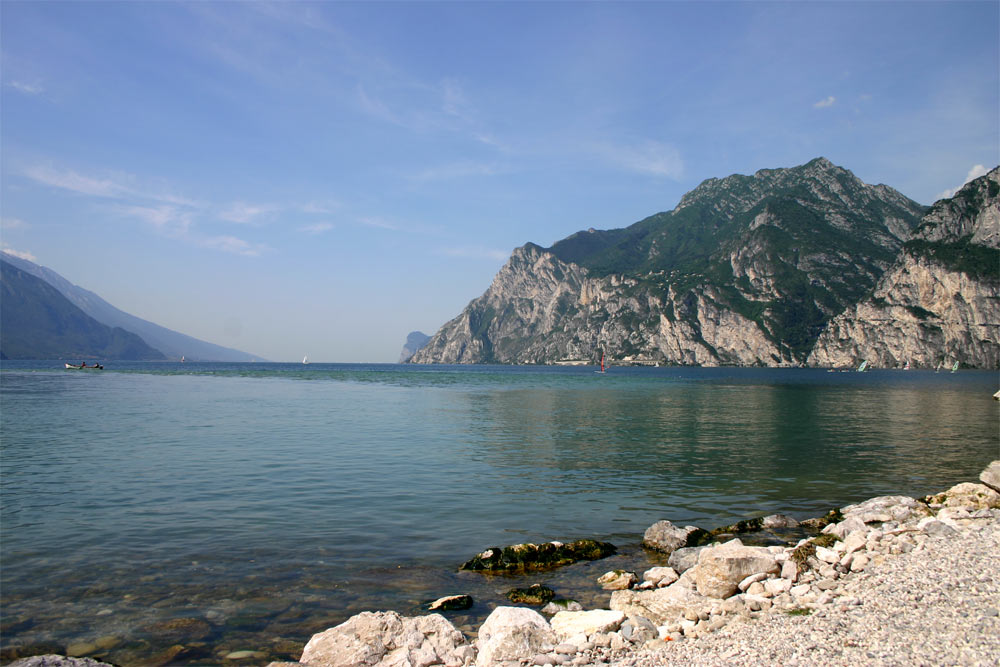
Torbole
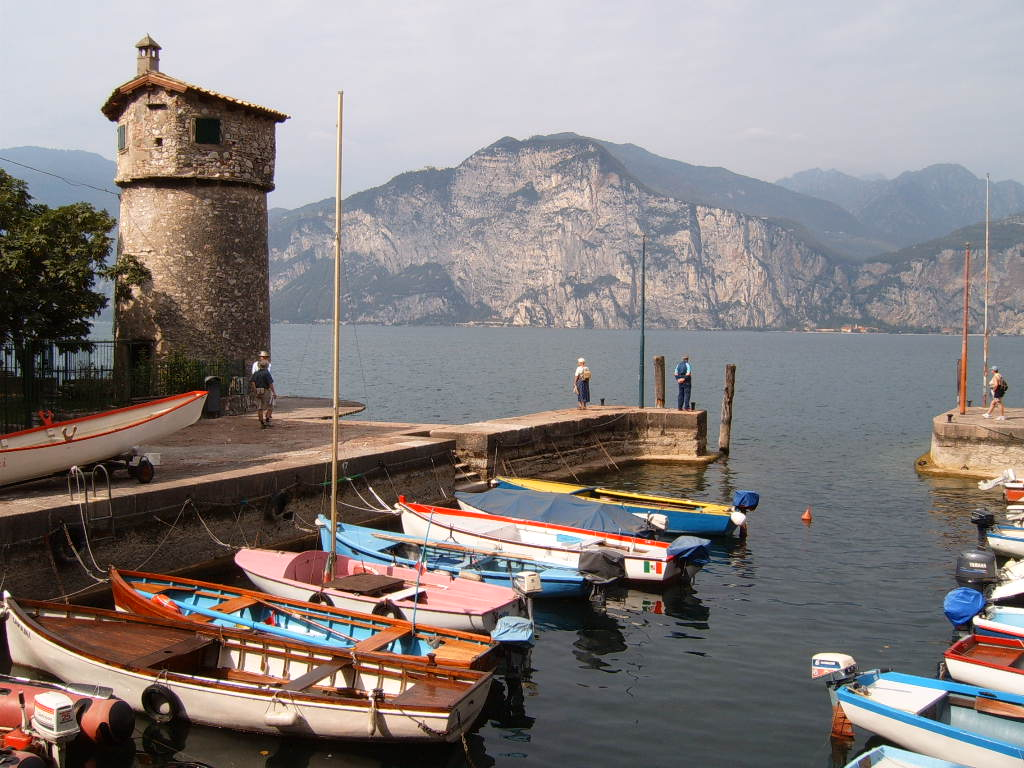
Malcesine
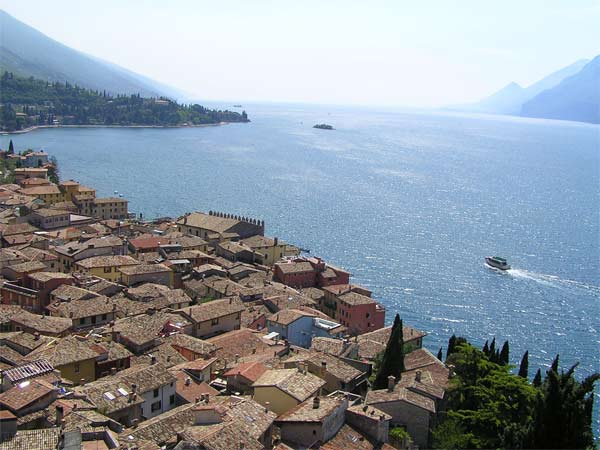
Malcesine
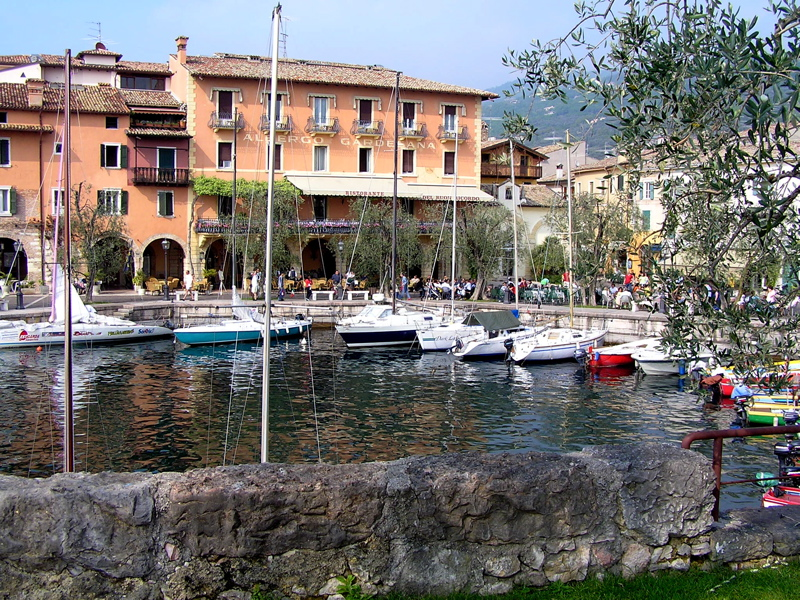
Torri del Benaco kikötője
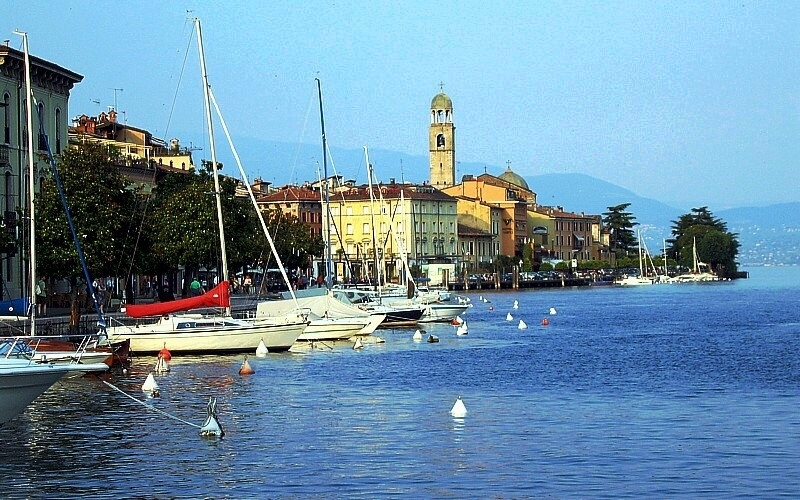
Salò
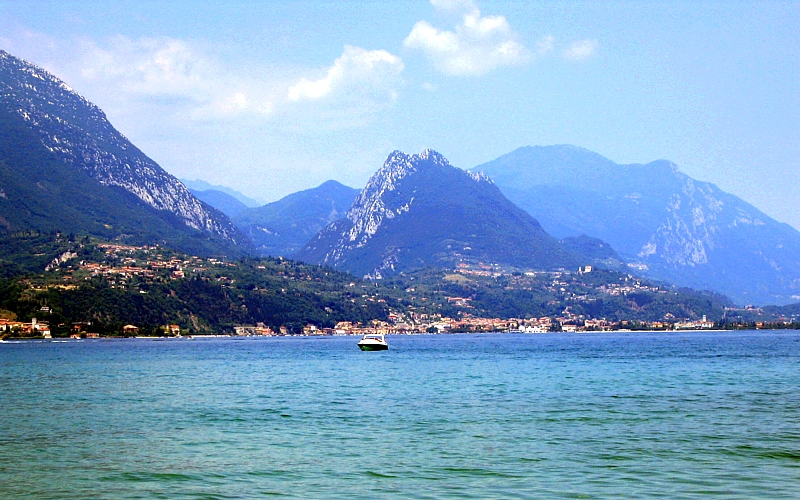
Toscolano-Maderno
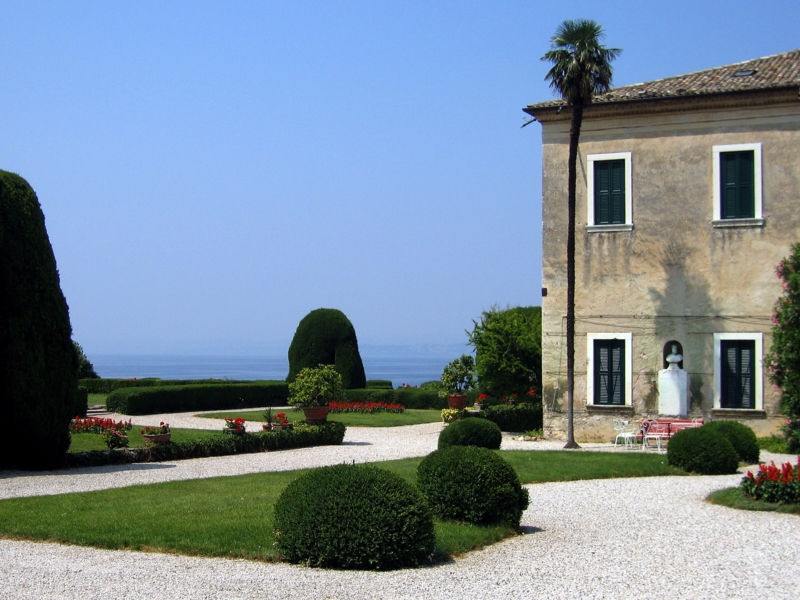
Garda, a Villa Brenzone a Punta San Vigilio félszigeten
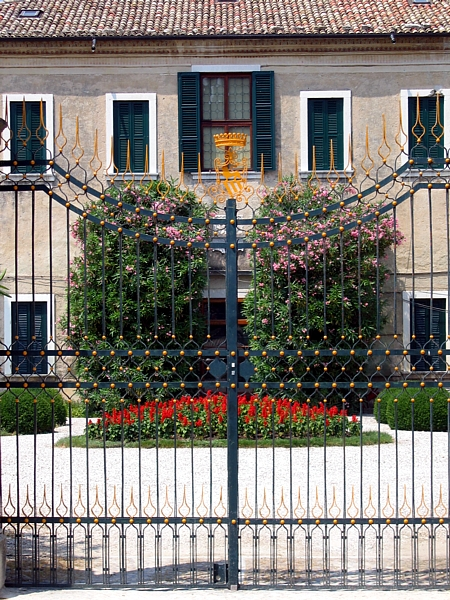
Garda, a Villa Brenzone a Punta San Vigilio félszigeten
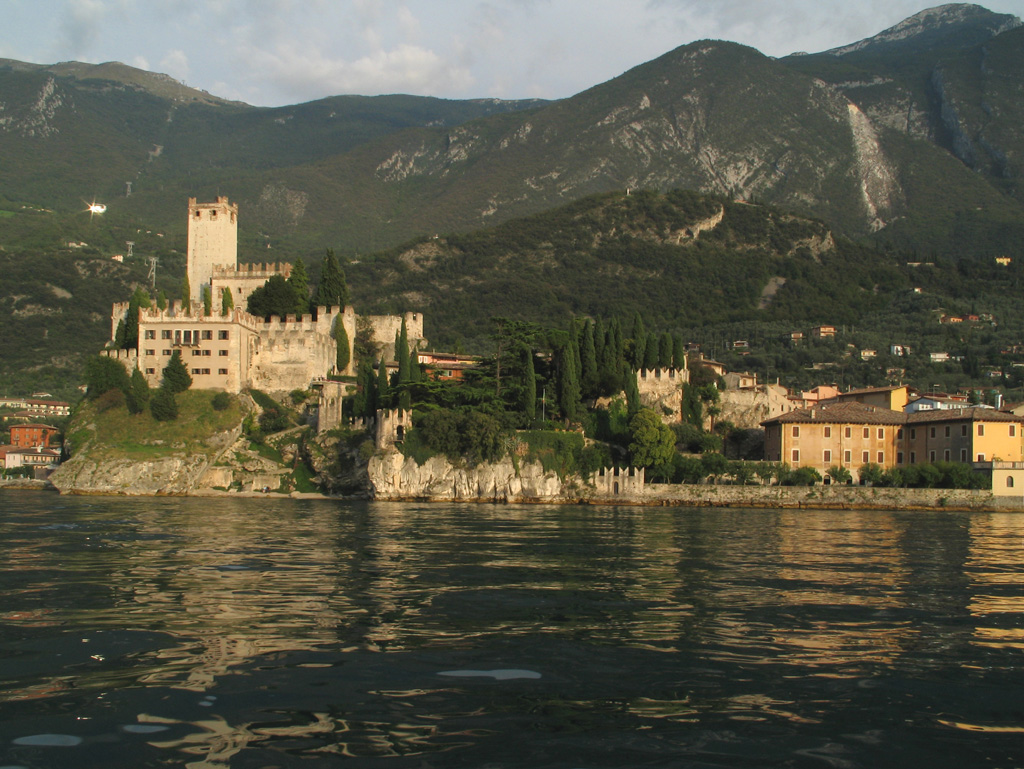
Malcesine, Scaligeri-vár
Nago-Torbole
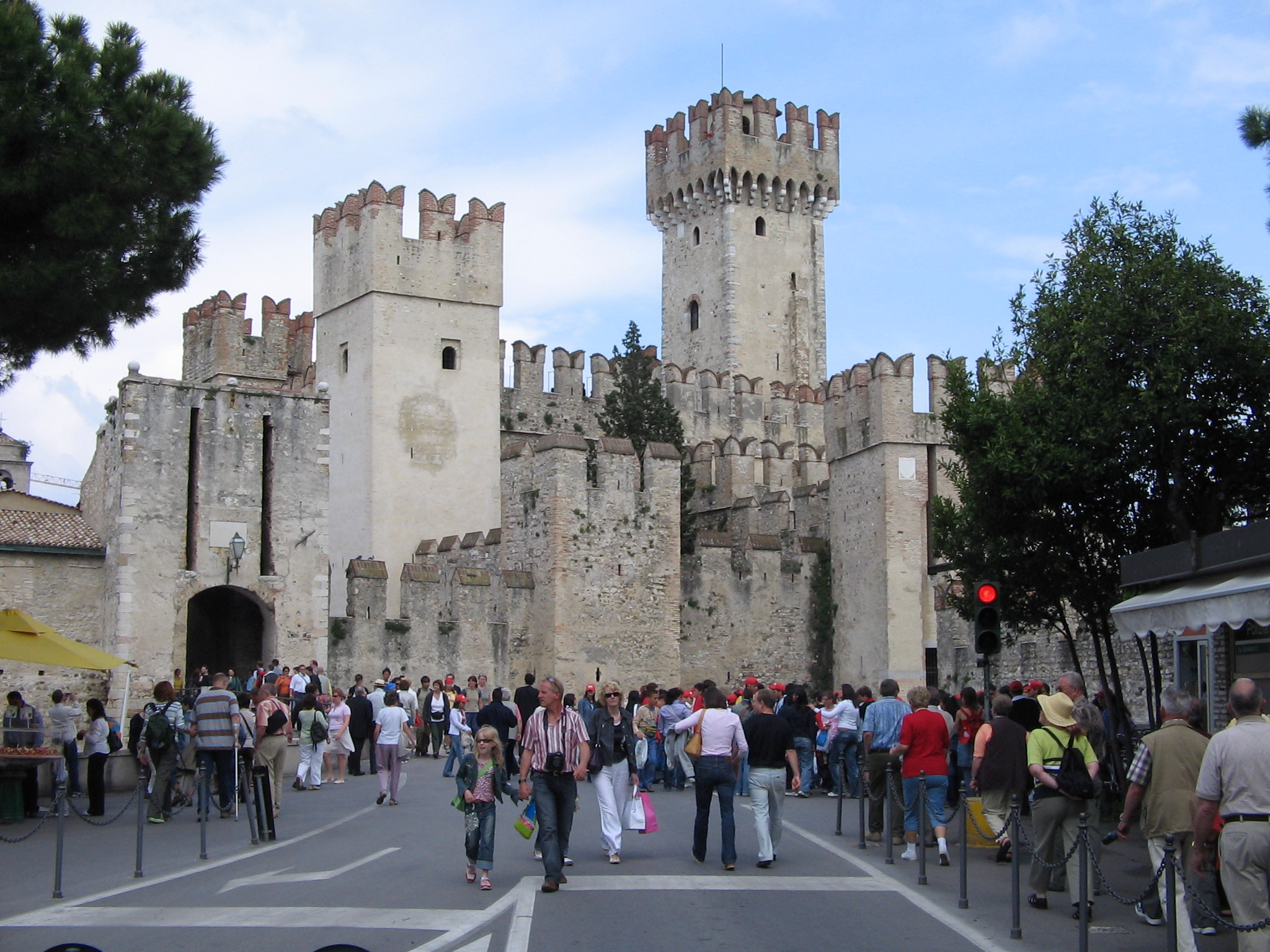
Sirmione, Scaligeri-vár
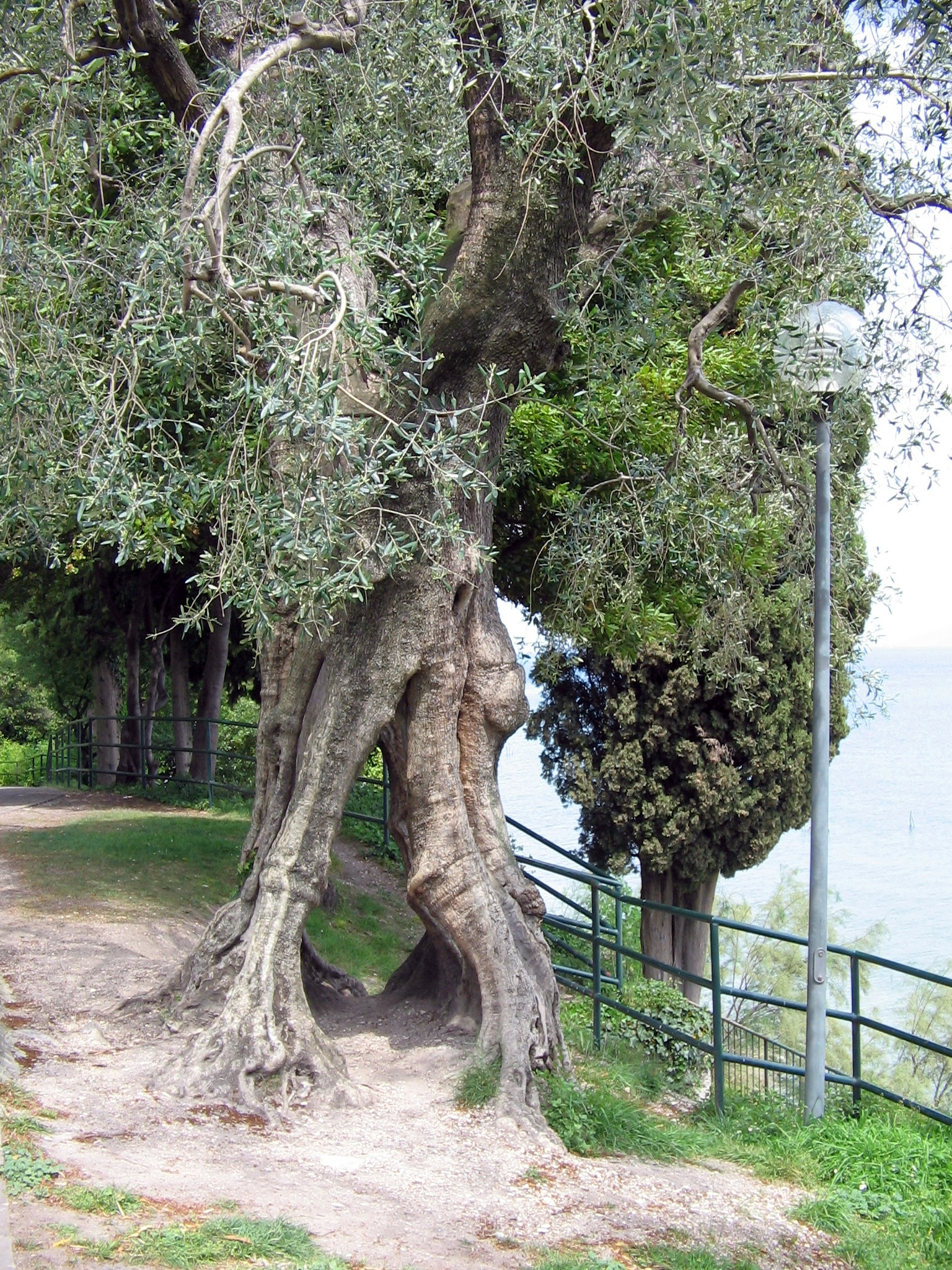
Sirmione, olajfa
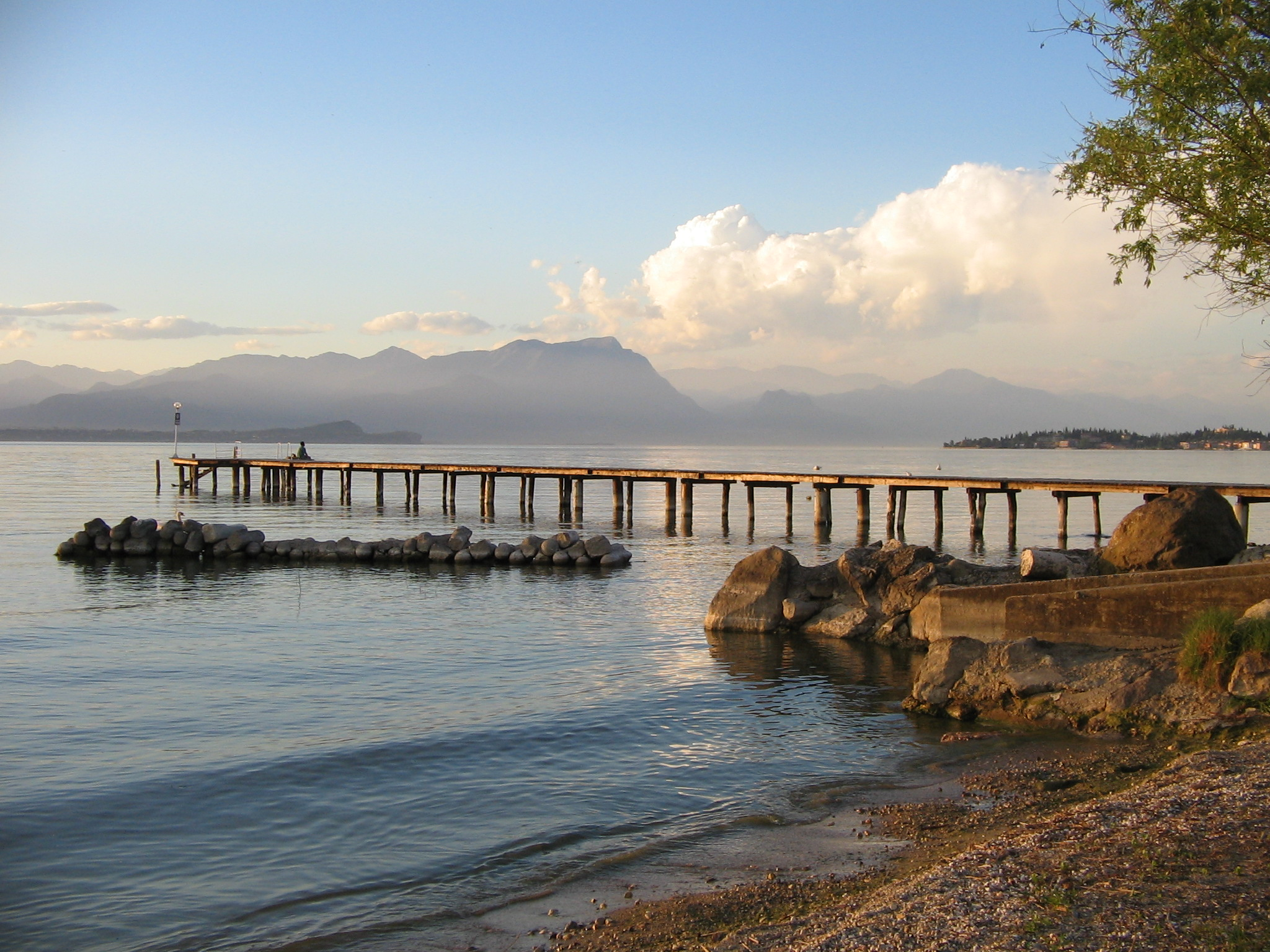
Sirmione
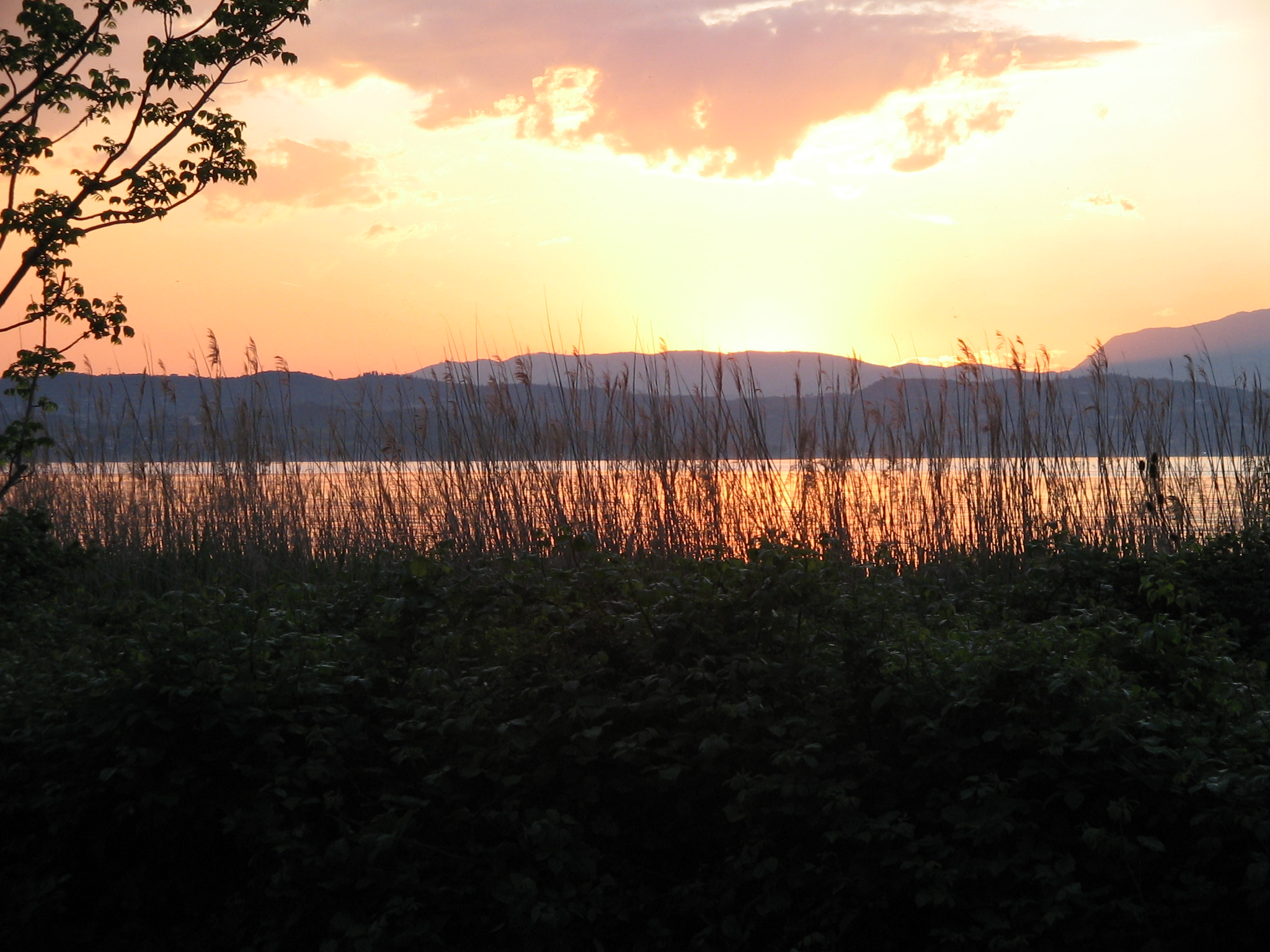
Sirmione
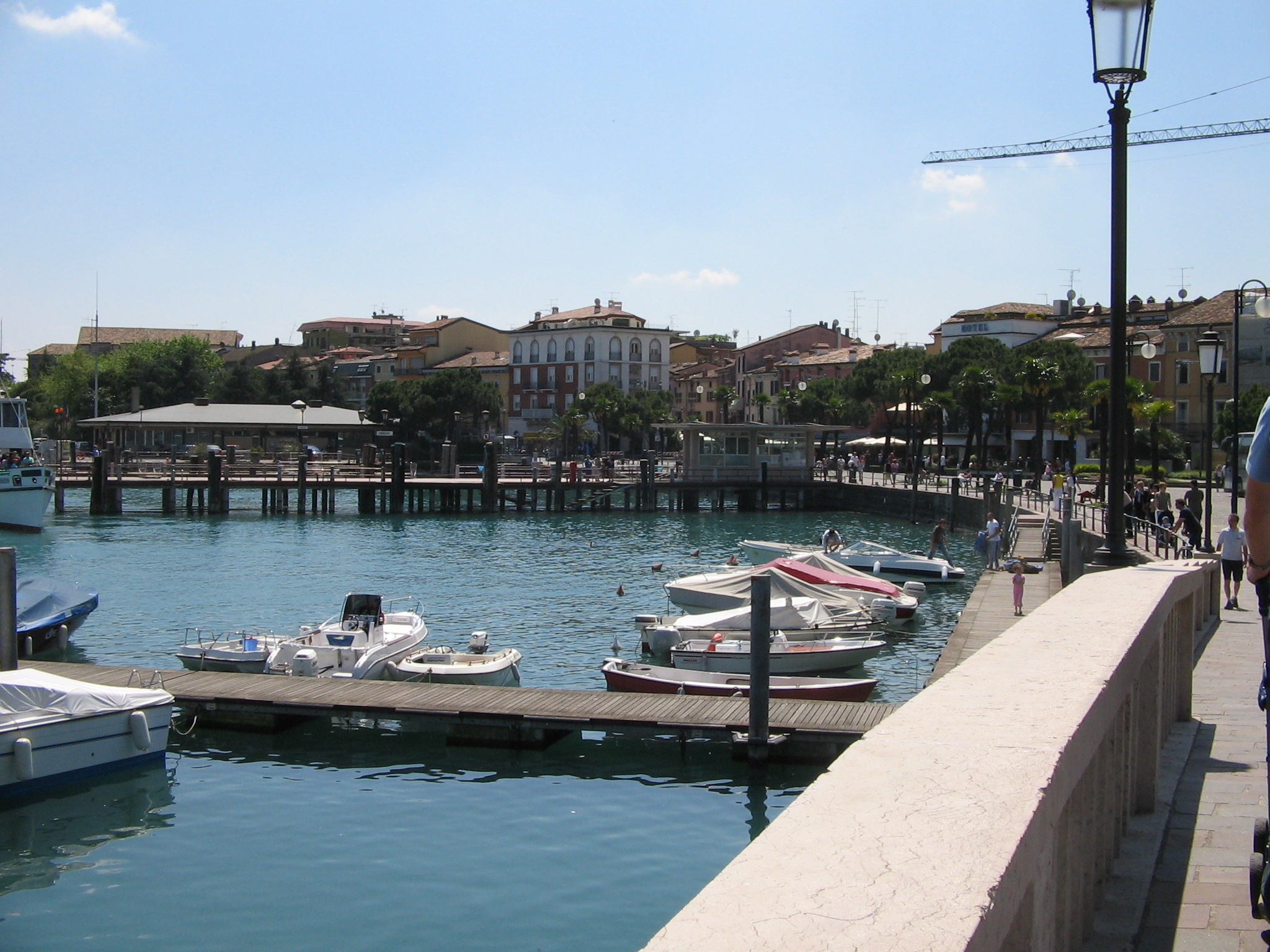
Desenzano del Garda